# Друадани
Друадани (синд.Druedain — «Дикуни»; також лісовики, лішаки, біси, уози, вози) - у легендаріумі Дж. Р. Р. Толкіна корінний народ, що мешкав у Лісі Друадан (англ. Druadan Forest) на сході краю Аноріен у королівстві Гондор. Ці люди були низькі на зріст, товстозаді, кремезні, з кривими ногами. Їх обличчя різко видавались уперед і очі були сховані під кущистими бровами. Бороди їхніх чоловіків були дуже рідкими, зібраними в чорні косички. Родичі Народу Галет Першої Епохи, дунгарців, племені Клятвопорушників з Білих гір та інших народів, що населяли південь Середзем'я у Першу та Другу Епохи до приходу нуменорців. Разом з кількома галадінами декілька родин друаданів переселились до Нуменору, але в часи короля Тар - Алдаріона всі вони повернулись до Середзем 'я, передчуваючи затінення острова. У Першу та Другу Епоху жили в місцевості Друвайт Йаур та  Білих горах звідки були витіснені Клятвопорушниками. Однак, в Друвайт Йаурі  представники цього племені імовірно жили ще наприкінці Третьої Епохи. Нуменорців та гондорців ці люди сторонилися. Орків люто ненавиділи, вбиваючи їх отруйними стрілами, і ті намагались  у бою захопити цих людей живими щоб замучити.
Ліс Друадан розташовувався на відстані близько 30 миль на північ від Мінас — Тіріту і прикривав переходи через Білі гори.
Під час Війни Персня вождь друаданів Гхан — Бурі — Гхан допоміг війську короля Роганської марки Теодена крізь ліс обійти орків, що скупчилися на головному шляху до Мінас — Тіріта.
В нагороду за це король Елесар оголосив ліс Друадан вільною землею в межі якої ніхто не мав права заходити без дозволу його мешканців.